# Tibor Szedő
Tibor Szedő (Budapest, 22 de octubre de 1979) es un deportista húngaro que compitió en natación adaptada. Ganó dos medallas en los Juegos Paralímpicos de Sídney 2000.

## Palmarés internacional
| Juegos Paralímpicos | Juegos Paralímpicos | Juegos Paralímpicos | Juegos Paralímpicos  |
| Año                 | Lugar               | Medalla             | Prueba               |
| ------------------- | ------------------- | ------------------- | -------------------- |
| 2000                | Sídney (Australia)  | Medalla de oro      | 4 × 50 m estilos S14 |
| 2000                | Sídney (Australia)  | Medalla de bronce   | 50 m mariposa S14    |